# Розин, Олег Юрьевич
Олег Юрьевич Розин (5 июля 1965, Ленинград, СССР) — советский и российский футболист, защитник, полузащитник.
Воспитанник ленинградской СДЮШОР «Смена». В 1983—1985 был в составе «Зенита», в 1983—1984 годах провёл 23 матча за дублирующую команду. В 1985 и 1988 играл во второй лиге за ленинградское «Динамо». 1989 год провёл в «Динамо» (Брянск) — 23 игры, 5 голов. В 1990 году перешёл в камышинский «Текстильщик», за который в 1992—1994 годах сыграл 90 игр, забил 3 гола в высшей лиге чемпионата России. В 1995 году перешёл в тольяттинскую «Ладу», но на следующий год перестал проходить в основной состав и вернулся в «Текстильщик», но и там, проведя 4 игры, разочаровал тренера.
1997 год Розин провёл в клубе первой лиги «Нефтехимик» (Нижнекамск), профессиональную карьеру заканчивал в командах второй лиги — «Спартак»/«Спартак-Пересвет» Брянск (1999), «Коломна» (2000), «Спартак» Луховицы (2000).
В сезоне 2000/01 играл в петербургских мини-футбольных клубах «Тиреоки» и «М-Индустрия». Затем выступал за любительские команды Санкт-Петербурга СКА (2001) и Ленинградской области «Приозерск» (2002) и «ПСЖ» Гатчина (2002, 2004—2007).